# Nisdorf
Nisdorf ist ein Ortsteil der Gemeinde Altenpleen des Amtes Altenpleen im Landkreis Vorpommern-Rügen in Mecklenburg-Vorpommern.

## Geographie
Der Ort liegt fünf Kilometer nordwestlich von Altenpleen. Die Nachbarorte sind Kinnbackenhagen, Bisdorf und Batevitz im Nordosten, Groß Mohrdorf und Klein Mohrdorf im Osten, Günz im Südosten, Buschenhagen im Süden sowie Neu Bartelshagen und Zühlendorf im Südwesten.